# Abergement-le-Petit
Abergement-le-Petit é uma comuna francesa na região administrativa de Borgonha-Franco-Condado, no departamento do Jura. Estende-se por uma área de 1,52 km². Em 2010 a comuna tinha 46 habitantes (densidade: 30,3 hab./km²).